# 奏メイナ
奏 メイナ（そう メイナ、7月12日 - ）は、日本の女性シンガーソングライター、ボーカル、ラジオパーソナリティ。東京都出身。

## 人物
真琴と言われる琴の一種とループマシンを用いて「琴ループシンガー」と名乗り、国内外で活動。自身の声と琴の音色をループマシンで重ねて、そこから作品を作り出すという独自のパフォーマンススタイルを確立している。
これまでに海外諸国、計19ヶ国をストリートライブのチップのみで渡り歩いた経験を持つ。
ソロ活動とは別に、音楽ユニットの姫奏雄紫とOne'sFateにてそれぞれボーカルを務めてきている。
また、ラジオパーソナリティとしても活動中。現在は東京から沖縄県に拠点を移し、各種活動を展開している。

## 来歴
- 2012年9月より、シンガーソングライターとして活動を開始。オリジナル楽曲「カラカラ」が、音楽雑誌Playerで優秀賞を獲得。
- 2013年4月29日、和風テクノユニット姫奏雄紫としての1stアルバム「木花咲耶」をリリース[2]。
- 2013年7月20日、千葉・オークビレッジ柏の葉にて「柏の葉音楽祭@オークビレッジ Summer Live 2013」出演。同イベントにて今井千尋（ex.Something ELse）、松本英子と共演[3]。
- 2014年5月11日、同人音楽サークルQUINTETの東方アレンジ作品「DISTINGUISH SENSE FROM NONSENSE」に一曲ボーカル参加。
- 2014年8月31日、ソロ名義での1stアルバム「イタミ8始まり」リリース。
- 2015年、墨絵アーティスト・西元祐貴のシンガポール開催イベントでのライブペイントパフォーマンス用楽曲のボーカル歌唱を担当。
- 2015年5月23日、東中野ALT_SPEAKERにてワンマンライブを開催。
- 2016年1月、独自の周波数を持つ和製楽器の「真琴（まこと）」という琴と出会ったのをきっかけに、琴を用いての弾き語りを開始する。
- 2016年7月9日、渋谷バリカフェ モンキーフォレストにてワンマンライブ開催。
- 2016年7月18日、音楽ユニットOne'sFateを発足。
- 2016年8月13日、同人音楽サークルQUINTETの東方アレンジ作品「YABAIALBUM」に一曲ボーカル参加。
- 2016年11月27日、音楽ゲームアプリ『nanobeat』にて、姫奏雄紫の楽曲を二曲提供[4]。
- 2017年7月9日、群馬県・東吾妻町コンペンションホールで開催された「ご当地SONG♪完成披露コンサート」にて、女性パート担当ボーカル&コーラスとして参加。
- 2017年11月11日に開催された「ピース乾杯プロジェクト」のテーマソングを担当。
- 2017年12月9日、埼玉会館にてシンガーソングライターYAMATOにより開催された、東日本大震災・熊本地震復興支援コンサートにコーラス参加。
- 2018年1月8日、大田区総合体育館にて、成人のつどい（成人式）にゲスト出演。
- 2018年8月25日、香港・香港理工大学ジョッキークラブオーディトリアムにて、ダンスショーケースとのコラボレーションでステージ出演。
- 2019年4月27日・28日、幕張メッセで開催された「ニコニコ超会議2019」出展ブースの「超葛飾ブース」にて、ピアニストの蒼政涼子と共にパフォーマンス出演[5]。
- 2022年10月28日、大久保Dolce Vitaにて開催された岡秀年のワンマンライブに、BEAK（NICOTINE）と共にオープニングアクト出演[6][7][8][9]。
- 2022年12月3日、大久保Dolce Vitaにて4年ぶりとなるワンマンライブを開催[10][11]。
- 2023年4月より同年7月まで、ピースボートの専属ミュージシャンとして、世界各国を巡るピースボート地球一周の船旅に帯同。
- 2024年9月28日、両国国技館で行われた東龍（玉ノ井部屋）の断髪式にて歌唱。
- 2025年2月26日、市川うららFM「プロジェクト・リーフェリア 虹の架け橋」番組内で放送の短編ラジオドラマ「潮騒と嗚咽」のオープニングテーマを担当。

## タイアップ
| 曲名   | タイアップ                                   |
| ------ | -------------------------------------------- |
| キズキ | ラジオドラマ「潮騒と嗚咽」オープニングテーマ |

## 出演

### テレビ
- J:HEAVEN（2014年1月13日、J:COM）
- オール☆in One（2015年4月9日・30日・5月28日、テレビ埼玉）

### ラジオ
- 奏メイナの虹色ラジオ（2012年8月25日 - 12月22日、FM西東京）
- イケてるラジオ！BIG TIMEシリーズ・ゾーン（2012年10月12日・12月7日 - 、ラジオNIKKEI）
- 奏メイナの虹色ラジオ（2013年1月29日、FMやまと）
- 貴まさしのあなたへ応援歌（2013年10月6日 - 、FMチャッピー）
- ミュージックラッシュ（2015年10月28日、かわさきFM）[12]
- 明日へのトビラ（2016年10月4日、Palau-Links放送局）
- 亀ラジ ～奏メイナラジオ～（2018年8月 - 2024年12月、かつしかFM・亀有中央商店街 街路灯放送）
- 亀ラジ ～オカバン～（2018年10月、亀有中央商店街 街路灯放送）
- しずくの森のアートカフェ（2022年9月11日、stand.fm）[13]
- Talking Loud（2022年12月27日、むさしのFM）
- ミュージックテラス★WANTED（2023年2月4日、レインボータウンFM）

### WEB番組
- クラブパルへジア（2013年2月19日・7月23日、Ustream）
- 横浜ウエディングストーリー（2015年2月7日、YouTube）[14]
- フクロウ大学（2018年5月17日、FRESH LIVE）[15]

### 掲載誌
- Player（2012年）